# Vizille
Vizille – miejscowość i gmina we Francji, w regionie Owernia-Rodan-Alpy, w departamencie Isère.
Według danych na rok 1999 gminę zamieszkiwało 7465 osób, a gęstość zaludnienia wynosiła 710 osób/km² (wśród 2880 gmin regionu Rodan-Alpy Vizille plasuje się na 113. miejscu pod względem liczby ludności, natomiast pod względem powierzchni na miejscu 1082.).
22 lipca 2007 roku doszło tu do katastrofy polskiego autokaru, w wyniku której zginęło 26 Polaków. Był to kolejny wypadek w tym miejscu – w 3 najpoważniejszych wypadkach, do których doszło w 1970, 1973 i 1975, życie straciło tu w sumie 77 ludzi.

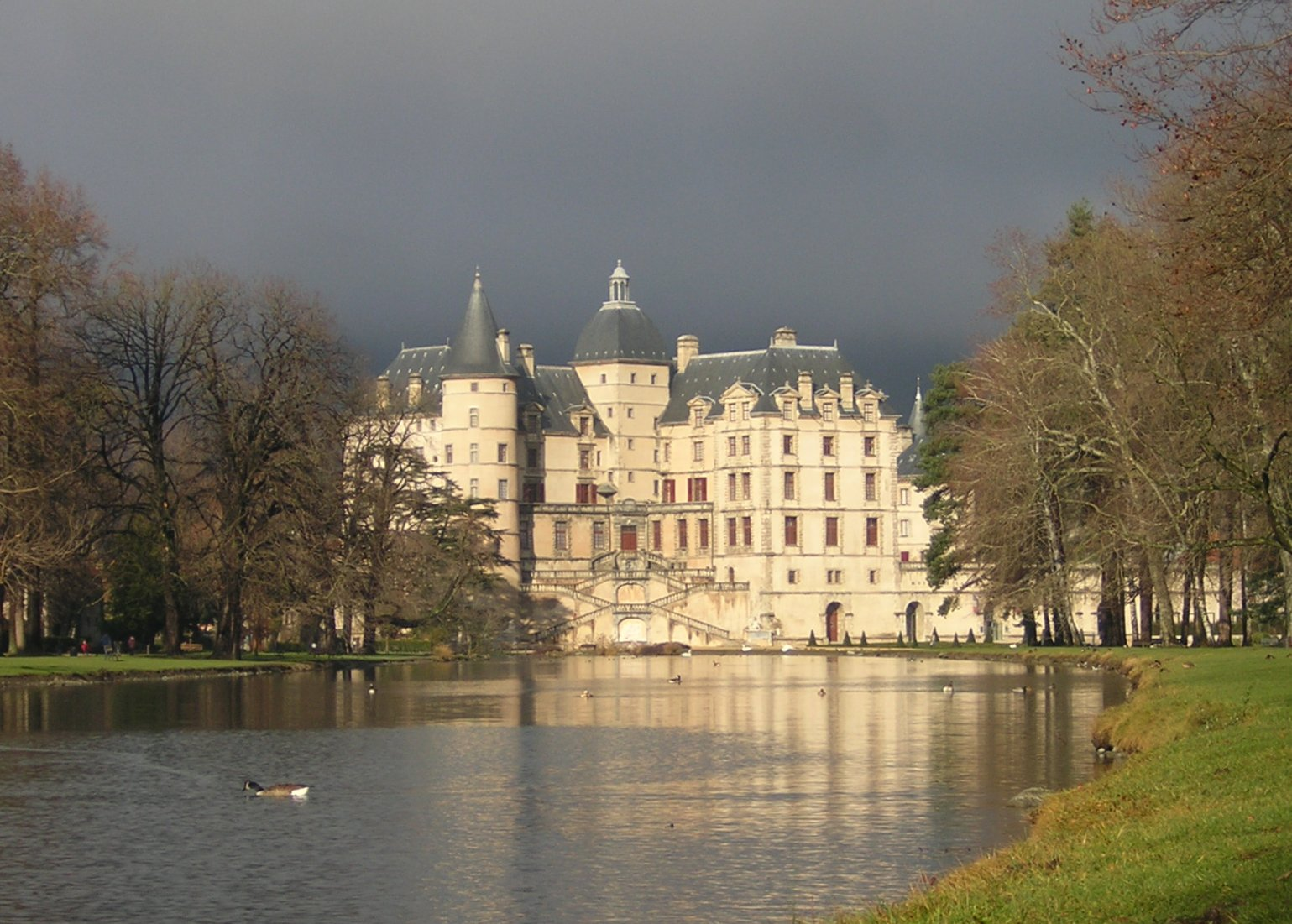
Zamek w Vizille z Muzeum Rewolucji Francuskiej, 2007

## Populacja

Populacja Vizille w latach 1962-2008

## Miasta partnerskie
- Venaria Reale
- Vöhringen